# Hugenoti

Hugenotský kříž

Hugenoti ([igenoti]) byli francouzští protestanti zejména z 16. a 17. století, kteří svůj název získali (alespoň podle jedné z nejčastěji užívaných verzí) podle jména Huguese Besana, vůdce povstání v Ženevě. Hugenoti byli příznivci kalvinismu.

## Historie
Během většiny 16. století byli hugenoti ve Francii tvrdě pronásledováni. Byť roku 1561 byla jejich persekuce formálně ukončena královským ediktem orleánským a o rok později (17. ledna 1562) toto potvrdil Edikt ze Saint-Germain, ještě téhož roku vypukly dlouholeté náboženské války. Začaly 1. března 1562 masakrem hugenotů ve Wassy. V roce 1572 byly tisíce hugenotů pobity během Bartolomějské noci. Války se táhly až do roku 1598, kdy král Jindřich IV. vydal Edikt nantský, jenž zaručoval hugenotům plnou toleranci. Navzdory tomuto ediktu však za Ludvíka XIII. bylo v letech 1627–1628 obléháno a dobyto hugenotské město La Rochelle. Ludvík XIV. roku 1685 zrušil edikt nantský ediktem z Fontainebleau a hugenotské náboženství prohlásil za protiprávní. Tato skutečnost vedla jeho protivníka „Velkého kurfiřta“ k vydání Ediktu postupimského, což vyvolalo ve Francii masovou vlnu emigrace hugenotů do protestantských zemí Evropy, Ameriky a jižní Afriky. Jinověrci, kteří neemigrovali, byli přesvědčováni na přestoupení ke katolické víře a to po dobrém i po zlém (např. dragonádou). Edikt z Versailles podepsaný Ludvíkem XVI. koncem roku 1787, obnovil platnost ediktu nantského.

## Zajímavosti
- Hugenotské předky měla Charlotta Garrigue Masaryková. Její otec Rudolf Pierre Garrigue pocházel ze staré jihofrancouzské hugenotské rodiny, která v době pronásledování hugenotů (po zrušení ediktu nantského v roce 1685) odešla do Dánska. R. P. Garrigue se narodil ještě v Kodani, ale pak se přestěhoval do USA a v Brooklynu se mu narodila dcera Charlotta.
- Také Karel Klostermann měl hugenotské kořeny. Předek jeho matky byl šlechtic, hugenot, jenž musel koncem 17. století (po zrušení ediktu nantského v roce 1685) opustit Francii.[1]

#### Odborná literatura
- DUBY. Georges. Dějiny Francie od počátků po současnost. Vyd. 1. V Praze: Karolinum, 2003. 953 s. ISBN 80-7184-514-0.
- JOUANNA, Arlette. Bartolomějská noc: zločin v zájmu státu: 24. srpen 1572. 1. vyd. Praha: Garamond, 2010. 407 s. ISBN 978-80-7407-084-6.
- MAUROIS, André. Dějiny Francie. Překlad Miroslav Drozd a Adriena Borovičková. Praha: NLN, Nakladatelství Lidové noviny, 1994. 495 s. ISBN 80-7106-098-4. [„Jak se ve Francii reformace stala politickou stranou" (s. 123–128), „Jak náboženské války Francii rozdělily a přivedly na mizinu" (str. 129–139).]
- Ottův slovník naučný: illustrovaná encyklopaedie obecných vědomostí. 11. díl. V Praze: J. Otto, 1897. 1066 s. [Heslo „hugenoti" je na str. 844–845.]

#### Obraz hugenotů v beletrii
- Alexandre Dumas starší napsal trilogii Hugenoti:
  - DUMAS, Alexandre. Královna Margot. Překlad Vlastimil Fiala. Páté vydání. Praha: Garamond, 2015. 511 stran. ISBN 978-80-7407-279-6.
  - DUMAS, Alexandre. Paní de Monsoreau. Překlad Vlastimil Fiala. Vydání druhé. Praha: Garamond, 2016. 379 stran. ISBN 978-80-7407-293-2.
  - DUMAS, Alexandre. Králův šašek. Překlad Vlastimil Fiala. Vydání třetí. Praha: Garamond, 2016. 401 stran. ISBN 978-80-7407-337-3.
- Heinrich Mann zobrazil hugenotské války ve dvojdílném románovém životopisu krále Jindřicha IV.:
  - MANN, Heinrich. Mládí krále Jindřicha IV. Překlad Jaroslava Vobrubová-Koutecká. [Praha]: Chvojkovo nakladatelství, 1999. 530 s. ISBN 80-86183-00-9.
  - MANN, Heinrich. Zrání krále Jindřicha IV. Překlad Jaroslava Vobrubová-Koutecká. Vyd. 4. [Praha]: Chvojkovo nakladatelství, 2000. 676 s. ISBN 80-86183-19-X.
- Také Prosper Mérimée psal historické romány z doby hugenotů:
  - MÉRIMÉE, Prosper. Kronika vlády Karla IX. Překlad Josef Čermák. 5. vydání. Praha: Práce, 1977. 229 stran.
  - MÉRIMÉE, Prosper. Bartolomějská noc = [Diana de Turgis]: tomán z doby Karla IX. Praha: Šolc a Šimáček, 1925. 284 s.